# Episteme expansa
Episteme expansa là một loài bướm đêm trong họ Noctuidae.